# Ganadero

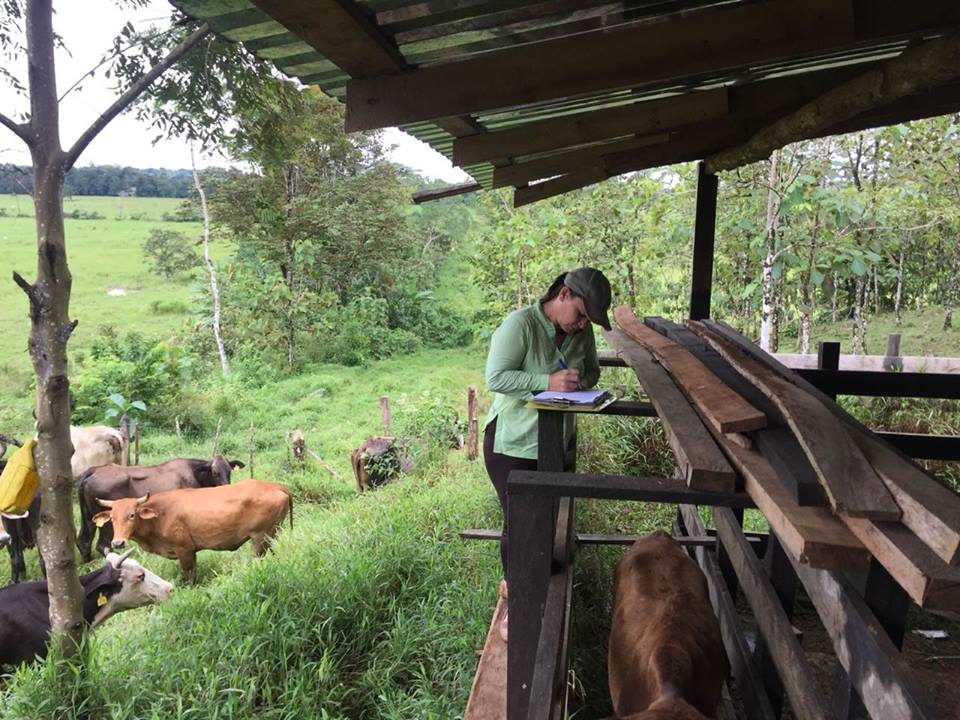
Una ganadera realizando labores de vacunación y recuento de ganado vacuno, en Upala, Costa Rica.

De forma genérica, se denomina ganadero (en femenino, ganadera) a la persona que se dedica a la crianza de animales con fines alimenticios para el ser humano en distintos tipos de explotación. En función del tipo de animales que cuida, puede tener distintos nombres particulares. En principio, se llama solamente ganadero a quien es propietario de la explotación, trabaje o no en ellos.

## Labor
El ganadero se encarga de facilitar el crecimiento de los animales hasta que alcanzan el tamaño idóneo para la reproducción, el sacrificio o la venta, según corresponda, proporcionándoles alimentación, controlando su salud, ordeñándolos en las granjas lecheras y dándoles el cuidado necesario. Habitualmente, para el ejercicio de su trabajo (labor que se denomina "ganadería"), el ganadero se ayuda de otras personas con diferentes oficios, como pastores, herreros, esquiladores, veterinarios, zootecnistas y otros.